# Prüftransformator
Ein Prüftransformator ist eine spezielle Bauform eines Transformators, der in Hochspannungslaboren als Wechselspannungsquelle für Hochspannung dient. Er wird zur Durchführung von Hochspannungsprüfungen, Werkstoffprüfungen, Isolationsmessungen und der Qualitätsprüfung von in der elektrischen Energietechnik eingesetzten Hochspannungskomponenten wie Isolatoren, Leistungsschaltern oder Hochspannungsschaltern eingesetzt.

## Allgemeines

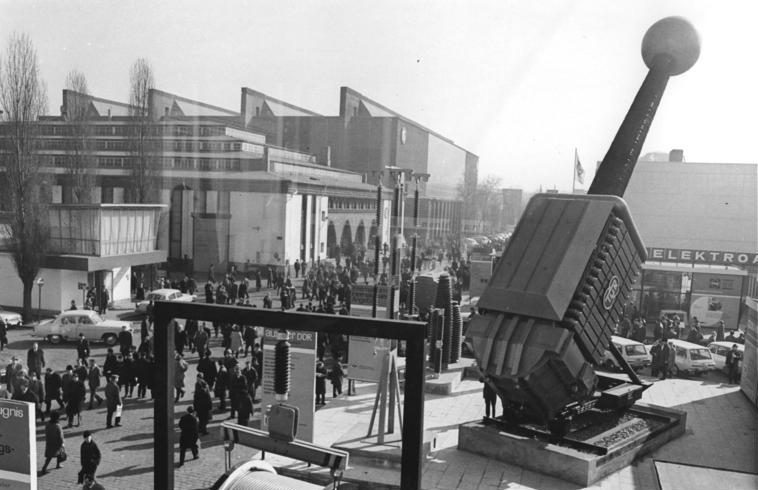
1,2-MV-Prüftransformator auf der Leipziger Messe

Im Vergleich zu Leistungstransformatoren weisen Prüftransformatoren kleinere Leistungen auf, sind typischerweise einphasig aufgebaut und haben ein wesentlich höheres Übersetzungsverhältnis zwischen Primär- und Sekundärseite, womit Prüfspannungen über 1 MV erreicht werden. Die im Vergleich zu den Nennspannungen wesentlich höheren Prüfspannungen sind notwendig, um Limits messtechnisch zu erfassen. Die charakteristischen Ausführungsunterschiede zwischen Leistungstransformation und Prüftransformatoren sind:
| Merkmal                | Leistungstransformator                 | Prüftransformator                                                 |
| Aufgabe                | zur Maximierung der Energieübertragung | zur Erzeugung hoher Prüfspannungen um Grenzfälle zu testen        |
| Aufbau                 | Dreiphasentransformator                | Einphasentransformator                                            |
| Nennleistung           | bis über 1 GW                          | bis zu einigen MW                                                 |
| Übersetzungsverhältnis | zwischen 5 und 50                      | zwischen 400 und 1500                                             |
| Streuinduktivität      | unter 15 %                             | 15 % bis 25 %                                                     |
| Eisenkern              | Gewichtsersparnis                      | verzerrungsfreie und lineare Übertragung des magnetischen Flusses |
| Betrieb                | Dauerbetrieb, meist unter Nennlast     | kurzes Prüfintervall, Stossbelastung, Überlast möglich            |

Durch das hohe Übersetzungsverhältnis spielt besonders die elektrische Isolation eine wesentliche Rolle. Üblicherweise sind diese Transformatoren in ölgefüllter Bauform ausgeführt. Der Transformatorkern ist dabei entweder geerdet, was eine entsprechende, aufwendige Isolation der Hochspannungswicklung gegenüber dem Kern bedingt, oder der Kern befindet sich auf halbem Hochspannungspotential, was eine entsprechende, isolierende Aufstellung auf Standisolatoren in der Prüfhalle erfordert.

Aufbau einer Kaskade aus 2 ("kaskadierten") Prüftransformatoren

Um die Probleme der Isolation zu reduzieren und technisch handhabbare Wechselspannungen bis zu einigen Megavolt erhalten zu können, werden Prüftransformatoren kaskadiert. Dazu werden bis zu drei Prüftransformatoren wie in nebenstehender Skizze dargestellt, verschaltet. Jeder Prüftransformator, grün hinterlegt, besteht im Wesentlichen aus drei Wicklungen: Der Erregerwicklung E (Primärwicklung), welcher der Leistungszuführung dient, der Hochspannungswicklung H (Sekundärwicklung) und der Kopplungswicklung K. Die Kopplungs- und Erregerwicklung weisen ein Übersetzungsverhältnis von 1:1 auf.
Der zweite Prüftransformator TR2 wird auf einer elektrisch gegen Erde isolierten Plattform montiert und befindet sich auf dem Hochspannungspotential des ersten Prüftransformators TR1. Zur Vermeidung ungewollter Spitzenentladungen im Bereich der Kopplungsspeiseleitung wird die Leitung innerhalb der mit großen Außendurchmesser realisierten Hochspannungsleitung geführt. Da die Hochspannungswicklung in Serie geschaltet sind, beträgt in diesem Fall bei zwei Prüftransformatoren die Summe der beiden Hochspannungen die doppelte Hochspannung eines Prüftransformators. Nachteilig an diesem Aufbau ist die stärkere thermische Belastung der unteren Stufen: In diesem Beispiel muss TR1 auf die doppelte Leistung von TR2 ausgelegt sein.

## Weitere Anwendung

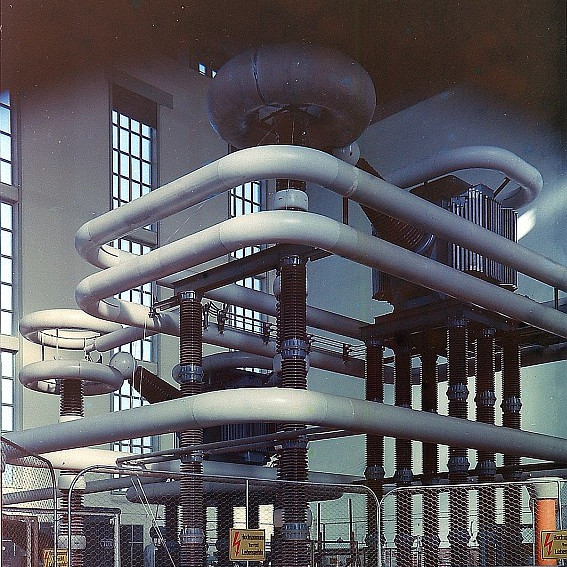
Kaskadierte Prüftransformatoren in einem Hochspannungslabor

Neben der Funktion als Quelle hoher Wechselspannung dienen Prüftransformatoren auch zur Anspeisung von Hochspannungskaskaden, welche hohe Gleichspannungen liefern.
Prüftransformatoren werden auch zur Anspeisung von so genannten Serien-Resonanzanlagen verwendet. Serien-Resonanzanlagen vermeiden die aufwändige Kaskadierung und erlauben kompaktere Bauweisen, dafür müssen Hochspannungsprüfungen je nach Verfahren auf anderen Frequenzen als der Netzfrequenz ausgeführt werden, um die Resonanzbedingung erfüllen zu können.
Typischerweise werden Prüftransformatoren durch den Prüfling kapazitiv belastet. Durch Reihenschaltung einer verlustbehafteten Drossel mit der Prüfkapazität C kann so auf Hochspannungsseite ein Reihenschwingkreis mit Dämpfungswiderstand R gebildet werden, welcher durch Abgleich der Induktivität L der Hochspannungsdrossel oder durch Verändern der Frequenz auf Resonanz abgestimmt werden kann. Der Resonanzfall liegt bei der Kreisfrequenz ω0:
{\displaystyle \omega _{0}={\frac {1}{\sqrt {L\cdot C}}}}
vor. Die Spannungsüberhöhung η mit der Prüfspannung U und der vom Prüftransformator gelieferten Erregerspannung UE beträgt dann:
{\displaystyle \eta ={\frac {U}{U_{E}}}={\frac {1}{\omega _{0}\cdot C\cdot R}}}
Prüftransformatoren in Serien-Resonanzanlagen werden für Spannungen bis zu 2,1 MV gebaut.